# Conchostreptus schubarti
Conchostreptus schubarti är en mångfotingart som beskrevs av Demange 1964. Conchostreptus schubarti ingår i släktet Conchostreptus och familjen Spirostreptidae. Inga underarter finns listade i Catalogue of Life.